# برونو هنریکه
برونو هنریکه پینتو (انگلیسی: Bruno Henrique Pinto؛ زادهٔ ۳۰ دسامبر ۱۹۹۰) که با نام برونو هنریکه او را می‌شناسند؛ بازیکن فوتبال اهل برزیل است که در پست مهاجم برای باشگاه فلامینگو در سری آ برزیل بازی می‌کند.
از باشگاه‌هایی که در آن بازی کرده‌است می‌توان به باشگاه فوتبال وولفسبورگ و باشگاه ورزشی کروزیرو اشاره کرد.
وی همچنین در تیم ملی فوتبال برزیل بازی کرده‌است. برونو هنریکه توانسته رکورد پرسرعت ترین بازیکن جهان را با سرعت 39 کیلومتر بر ساعت بشکند.